# Атлас-2
«Атлас-2» (от англ. Atlas II) — американская ракета-носитель среднего класса, семейства Атлас.